# 玉特利山
玉特利山（Üetliberg）是位于瑞士高原的一座山峰, 海拔869.2米。从山上可以看到苏黎世和苏黎世湖的全景。山上有两座塔楼，一座为瞭望塔，另一座为玉特利山电视塔，用于通信和电视信号传输。从苏黎世可以搭乘火车抵达峰顶。